# Allopodagrion contortum
Allopodagrion contortum är en trollsländeart som först beskrevs av Hagen in Selys 1862.  Allopodagrion contortum ingår i släktet Allopodagrion och familjen Megapodagrionidae. IUCN kategoriserar arten globalt som livskraftig. Inga underarter finns listade i Catalogue of Life.